# Raditude
Raditude ist das siebte Studio-Album der amerikanischen Band Weezer. Am 30. Oktober 2009 veröffentlichte Geffen Records den Tonträger in Europa. Allerdings konnte das Album kommerziell nicht an frühere Erfolge anknüpfen, beispielsweise konnte in Deutschland bislang nur Platz 94 der Charts erreicht werden.

## Titellisten

### Reguläre Version
1. (If You’re Wondering If I Want You To) I Want You To
2. I'm Your Daddy
3. The Girl Got Hot
4. Can’t Stop Partying (Polow version)
5. Put Me Back Together (Rich costy mix)
6. Trippin’ Down The Freeway
7. Love Is The Answer
8. Let It All Hang Out
9. In The Mall
10. I Don't Want To Let You Go

### Deluxe Edition
Neben der regulären Version wurde auch noch eine limitierte Deluxe Edition als Doppel-Album veröffentlicht.
Diese enthält noch 4 weitere Titel als Bonustracks.
1. Get Me Some
2. Run Over By A Truck
3. The Prettiest Girl In The Whole Wide World
4. The Underdogs

### Bonustracks
Sowohl auf der regulären, als auch auf der Deluxe Edition sind abhängig vom Veröffentlichungsland folgende Bonustracks zu finden:

- Turn Me Round (Europa)
- I Woke Up in Love This Morning (Japan)

Die Anbieter von mp3-Downloads haben folgende Bonustracks beim Kauf des Albums angeboten:

- The Story of My Life (iTunes)
- Kids/Poker Face (iTunes)
- Turn Me Round (Amazon MP3, Exclusive Version)

## Singles

### (If You’re Wondering If I Want You To) I Want You To

#### Als Mp3-Download-Single
1. (If You're Wondering If I Want You To) I Want You To

#### 7" picture disc
1. (If You’re Wondering If I Want You To) I Want You To
2. Should I Stay Or Should I Go? (live; The Clash cover)

#### Promo-CD
1. (If You’re Wondering If I Want You To) I Want You To

#### Promo 7" orange vinyl
1. (If You’re Wondering If I Want You To) I Want You To
2. I Woke Up In Love This Morning (The Partridge Family cover)

### I’m Your Daddy
1. I’m Your Daddy

## Trivia
Außer der Deluxe Edition ist eine Standard Edition in einem "Snuggie-Paket" erhältlich. Außer dem Tonträger ist eine Art Poncho mit dem Logo der Band in dem Paket enthalten.
Das Foto auf dem Cover ist ein Bild des Hundes Sidney, welches von Jason Neely aufgenommen und vorher in der Nation Geographic publiziert wurde.